# Mirage (album Fleetwood Mac)
Mirage – trzynasty album studyjny amerykańsko-brytyjskiego zespołu rockowego Fleetwood Mac z 1982 roku. Ten krążek ukazuje jak dotąd największy ukłon grupy w stronę radiowego soft rocka. Album pozostaje wyraźnym kontrastem dla eksperymentalnego poprzednika, Tusk. Z Mirage pochodzi kilka wysoko notowanych hitów zespołu: „Hold Me” (#4 na liście amerykańskiego magazynu Billboard przez siedem tygodni), „Gypsy” (#12 w USA), „Love in Store” (#22 w USA), „Oh Diane” (#9 w Wielkiej Brytanii) oraz „Can't Go Back” (wydany na singlach siedmio- oraz dwunastocalowych w Wielkiej Brytanii).

## Lista utworów
Strona A
| Lp. | Tytuł            | Muzyka i tekst             | Czas |
| --- | ---------------- | -------------------------- | ---- |
| 1   | "Love in Store"  | Christine McVie, Jim Recor | 3:14 |
| 2   | "Can't Go Back"  | Lindsey Buckingham         | 2:42 |
| 3   | "That's Alright" | Stevie Nicks               | 3:09 |
| 4   | "Book of Love    | Buckingham, Richard Dashut | 3:21 |
| 5   | "Gypsy"          | Nicks                      | 4:24 |
| 6   | "Only Over You"  | C. McVie                   | 4:08 |

Strona B
| Lp. | Tytuł                | Muzyka i tekst          | Czas |
| --- | -------------------- | ----------------------- | ---- |
| 1   | "Empire State"       | Buckingham, Dashut      | 2:51 |
| 2   | "Straight Back"      | Nicks                   | 4:17 |
| 3   | "Hold Me"            | C. McVie, Robbie Patton | 3:44 |
| 4   | "Oh Diane"           | Buckingham, Dashut      | 2:33 |
| 5   | "Eyes of the World"  | Buckingham              | 3:44 |
| 6   | "Wish You Were Here" | C. McVie, Allen         | 4:45 |

## Wykonawcy
- Stevie Nicks – wokal, keyboard
- Lindsey Buckingham – gitara, keyboard, wokal
- John McVie – gitara basowa
- Christine McVie – instrumenty klawiszowe, wokal
- Mick Fleetwood – perkusja